# دانييل زولواغا
دانييل زولواغا (بالإسبانية: Daniel Zuloaga)‏ هو رسام إسباني، ولد في 1852 في مدريد في إسبانيا، وتوفي في 27 ديسمبر 1921 في شقوبية في إسبانيا.